# USS Kalinin Bay
L'USS Kalinin Bay (AVG/ACV/CVE-68) est un porte-avions d'escorte de classe Casablanca en service dans l'US Navy durant la Seconde Guerre mondiale.
Commandé en juillet 1942, sa quille est posée en vertu du contrat de la United States Maritime Commission le 26 avril 1943 au chantier naval Kaiser Shipyards de Vancouver, dans l'État de Washington. Il est lancé le 15 octobre 1943, parrainé par Mme Anna Mary Updegraff ; et mis en service à Astoria (Oregon) le 27 novembre 1943 sous les ordres du capitaine Charles R. Brown.

## Historique

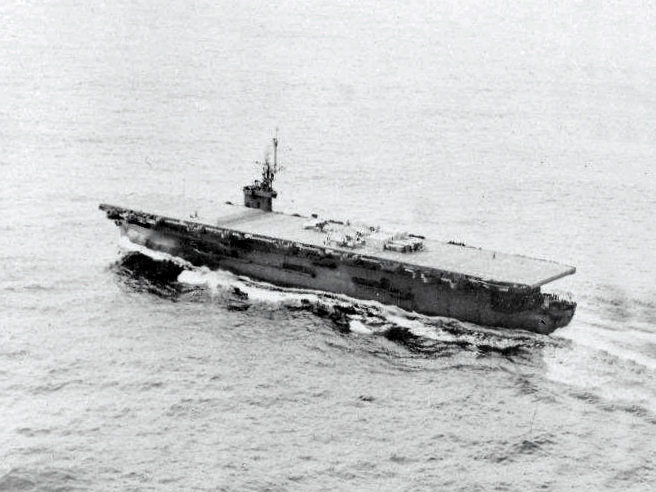
L’USS Kalinin Bay vers 1944.

Après sa croisière inaugurale sur la côte ouest des États-Unis, le Kalinin Bay appareille de San Diego pour Pearl Harbor le 3 janvier 1944. Le 16 janvier, il livre vingt-quatre F4U Corsair vers Tarawa. Le mois suivant, il soutient la 5e flotte à Tarawa et Majuro pendant la campagne des Îles Marshall, avant de repartir pour la côte ouest, atteignant Alameda le 24 février 1944.
En mai 1944, le navire est déployé pour des opérations aériennes pendant la campagne des Mariannes. En juin, le Kalinin Bay lance des frappes aériennes contre les forces ennemies retranchées à Saipan, effectuant des missions similaires pendant la bataille de Guam.
En octobre, il rejoint l'unité spéciale « Taffy 3 » du contre-amiral Clifton Sprague, composée de six autres CVE et de leurs escortes rapprochés. À compter du 20 octobre 1944, en pleine bataille du golfe de Leyte, ses avions lancent des frappes contre les Japonais au large des côtes de Leyte. Ces opérations menées depuis l'est de l'île de Samar se sont poursuivies jusqu'au matin du 25, date à laquelle une force de navires de guerre japonais sont aperçus au nord-ouest. Pendant la bataille de Samar, bien qu'étant partiellement protégé par un écran de fumée, le Kalinin Bay est la cible de tirs nourris des destroyers japonais. Il est touché pour la première fois à 7 h 50 par un obus de 14 ou 16 pouces tiré d'un cuirassé, heurtant le côté tribord sur le pont du hangar, juste derrière l’ascenseur avant. À 8 heures, le Kalinin Bay fait feu sur des croiseurs lorsqu'il est touché une seconde fois par trois projectiles perforants de 8 pouces à quelques minutes d'intervalle. À 8 h 25, son canon de 5 pouces touche la tourelle n ° 2 d'un croiseur lourd de la classe Myōkō, le Haguro, contraignant le navire ennemi à battre en retraite. Vers 9 h 00, le Kalinin Bay est sous le feu des destroyers japonais au cours duquel il est touché à plusieurs reprises. À 10 h 50, l'unité opérationnelle fait l'objet d'une attaque aérienne coordonnée, impliquant plusieurs kamikazes. Quatre bombardiers en piqué attaquèrent le porte-avions de l'arrière et du côté tribord, dont un qui s'écrasa à bâbord du poste de pilotage. À midi, les porte-avions d'escorte se retirent vers le sud-est pendant que leur escorte sont à la recherche des survivants du St. Lo. Au cours de la bataille intense, le Kalinin Bay a reçu quinze coups de 8 pouces (203 mm), de nombreux impacts par mitraillage, et un kamikaze de plein fouet, subissant d'importants dégâts structurels. Les pertes humaines sont cependant limitées, les américains comptant 5 victimes parmi l'équipage. Il rejoint Manus pour des réparations le 1er novembre, avant de rejoindre le continent américain qu'il atteint le 27 novembre.
De nouveau opérationnel le 18 janvier 1945, le porte-avions d'escorte quitte San Diego le 20 janvier pour transporter avions et hommes à destination de Pearl Harbor et de Guam. Pendant plus de 8 mois, il sert de transporteur de ravitaillement au sein de la Pacific Carrier Transport Squadron. Au cours de ses six transit entre la côte ouest et Pearl Harbor, Eniwetok et Guam, il transporta plus de 600 avions. Appareillant de San Diego le 2 septembre, il rejoint les Philippines, atteignant Samar le 28 septembre afin de participer à l’opération Magic Carpet. Il transporte notamment 1 048 soldats de Samar à San Francisco le 19 octobre.
Après avoir effectué deux autres voyages entre la Californie et Pearl Harbor, le Kalinin Bay quitte San Diego le 8 décembre pour se rendre en Extrême-Orient. Le 25 décembre, alors qu'il se rend à Yokosuka (Japon), une violente tempête endommage lourdement son pont d'envol. Il reçoit des réparations d'urgence, rejoint San Diego le 17 janvier, puis atteint Boston le 9 mars. Le Kalinin Bay est retiré du service le 15 mai et vendu pour démolition le 8 décembre à la société Patapsco Steel Co. de Baltimore, dans le Maryland.

## Décorations
Le Kalinin Bay a reçu la Presidential Unit Citation et cinq battles stars pour son service pendant la Seconde Guerre mondiale.